# Саобраћај у Андори
Андора је једна од најмањих земаља у свету. Ова државица је на великој надморској висини и изразитог планинског рељефа, па су услови за развој саобраћаја изузетно сложени. Међутим, развојем земље протеклих деценија саобраћај у земљи је знатно унапређен и изолованост земље је смањена на најмању могућу меру.
Саобраћај Андоре тесно повезан са саобраћајем у Француској и саобраћајем у Шпанији, које је окружују.

## Железнички саобраћај
Железничка мрежа у Андори не постоји, а најближе станице налазе се у суседном делу Француске. Постоје планови за изградњу посебне врсте „висећег метроа“ у Андора ла Вељи изнад реке.

## Друмски саобраћај
Укупна дужина путева у Андори је 269 km, од чега 198 km са савременом тврдом подлогом. Ауто-путева нема. Главни путни правац је правац који води из долине реке Валире (где је смештена већина насеља) до Француске на северу преко превоја Елвира.

## Водени саобраћај
Андора, као високопланинска и континтенална држава нема пловних вода. Најближа велика морска лука је Барселона.

## Гасоводи и нафтоводи
Гасовод: нема
Нафтовод: нема

## Ваздушни транспорт
Андора нема аеродрома, а најближи аеродроми су Тулузу (Француска) и Барселони (Шпанија).